# Doliocarpus
Genre
Classification APG III (2009)
Synonymes
- Mappia Schreb.
- Othlis Schott
- Pinzona Mart. & Zucc.
- Rhinium Schreb.
- Ricaurtea Triana
- Soramia Aubl.
- Tigarea Aubl.[1]

Doliocarpus est un genre de plantes à fleurs néotropicales, appartenant à la famille des Dilleniaceae et comprenant 54 espèces valides. L'espèce type est Doliocarpus rolandri J.F. Gmel..

## Description
Le genre Doliocarpus réunit des espèces de lianes ligneuses ou des arbustes dressés ou grimpants. Les tiges renferment des faisceaux vasculaires disposés en bandes ou en anneaux concentriques, séparés par un parenchyme abondant. Les feuilles simples alternes, sont lisses, dentées, sinuées ou entières, pennatinervées, pubescentes à trichomes simples. Les stipules sont absentes ou rapidement caduques. Le pétiole est souvent plus ou moins ailé. Les inflorescences sont axillaires ou ramiflores, racémeuses, paniculées, fasciculées, agglomérées, ou constituées de fleurs solitaires. La fleur est bisexuée avec 3–6 sépales subégaux, persistants, et 2–6 pétales obovales, caducs. On compte de nombreuses étamines (20–100) composées de filets filiformes et de petites anthères longitudinalement déhiscentes. L'ovaire est constitué d'un  unique carpelle à une seule loge, contenant (1)2 ovules , basaux, anatropes. Le style filiforme est terminal et le stigmate est pelté. Le fruit est une capsule ou une baie contenant 1 ou 2 graines entourée d'un arille entier, blanc.

## Liste d'espèces
Selon The Plant List (28/11/2021) :

### Espèces valides
- Doliocarpus amazonicus Sleumer
- Doliocarpus aracaensis Aymard
- Doliocarpus areolatus Kubitzki
- Doliocarpus aureobaccatus Aymard
- Doliocarpus aureobaccus G.A. Aymard
- Doliocarpus brevipedicellatus Garcke
- Doliocarpus carnevaliorum Aymard
- Doliocarpus chocoensis Aymard
- Doliocarpus dasyanthus Kubitzki
- Doliocarpus dentatus (Aubl.) Standl.
- Doliocarpus dressleri Aymard
- Doliocarpus elegans Eichler
- Doliocarpus elliptifolius Kubitzki
- Doliocarpus foreroi Aymard
- Doliocarpus gentryi Aymard & J.Mill.
- Doliocarpus glomeratus Eichler
- Doliocarpus gracilis Kubitzki
- Doliocarpus grandiflorus Eichler
- Doliocarpus guianensis (Aubl.) Gilg
- Doliocarpus herrerae Pérez Camacho
- Doliocarpus hispidobaccatus Aymard
- Doliocarpus hispidus Standl. & L.O.Williams
- Doliocarpus humboldtianus Aymard
- Doliocarpus kubitzkii Aymard
- Doliocarpus lancifolius Kubitzki
- Doliocarpus leiophyllus Kubitzki
- Doliocarpus liesneri Aymard
- Doliocarpus lombardii Aymard
- Doliocarpus lopez-palacii Aymard
- Doliocarpus macrocarpus Mart. ex Eichler
- Doliocarpus magnificus Sleumer
- Doliocarpus major J.F.Gmel.
- Doliocarpus multiflorus Standl.
- Doliocarpus nitidus (Triana) Triana & Planch.
- Doliocarpus novogranatensis Kubitzki
- Doliocarpus olivaceus Sprague & R.O.Williams ex G.E.Hunter
- Doliocarpus ortegae Aymard
- Doliocarpus paraensis Sleumer
- Doliocarpus paucinervis Kubitzki
- Doliocarpus pipolyi Aymard
- Doliocarpus prancei Kubitzki
- Doliocarpus pruskii Aymard
- Doliocarpus sagolianus Kubitzki
- Doliocarpus savannarum Sandwith
- Doliocarpus schottianus Eichler
- Doliocarpus schultesianus Aymard
- Doliocarpus sellowianus Eichler
- Doliocarpus sessiliflorus Mart.
- Doliocarpus spatulifolius Kubitzki
- Doliocarpus spraguei Cheesman
- Doliocarpus subandinus Aymard
- Doliocarpus triananus Aymard
- Doliocarpus validus Kubitzki
- Doliocarpus verruculosus Kubnzki

### Noms non résolus
- Doliocarpus calineoides (Eichler) Gilg
- Doliocarpus demtarus Standl.
- Doliocarpus floribundus Huber
- Doliocarpus grandifolius Aymard
- Doliocarpus macrosepalus Aymard
- Doliocarpus olivaceus Sprague & R.O. Williams ex Standl.
- Doliocarpus pulcher Sleumer